# یولیس بون
یولیس بون رودریگز (به اسپانیایی: Yowlys Bonne Rodríguez‎؛ زادهٔ ۲ نوامبر ۱۹۸۲) یک کشتی‌گیر اهل کوبا در دسته‌های ۵۷ و ۶۱ کیلوگرم کشتی آزاد است. او دارندهٔ یک مدال طلا و دو مدال برنز مسابقات قهرمانی کشتی جهان به ترتیب در سال‌های ۲۰۱۸، ۲۰۱۴ و ۲۰۱۷ است. او در سطح قارهٔ آمریکا نیز برندهٔ یک مدال طلا و یک برنز از بازی‌های پان امریکن ۲۰۱۱ و ۲۰۱۵؛ و نیز قهرمان کشتی پان امریکن در سال‌های ۲۰۰۵ و ۲۰۱۲ شده‌است.
یولیس بون در المپیک ۲۰۱۲ لندن در دستهٔ ۶۵ ک‌گ حاضر بود که در مرحله یک‌هشتم توسط کشتی‌گیر ژاپنی کنیچی یاموتو شکست خورد و حذف شد. او در دستهٔ ۵۷ ک‌گ مسابقات المپیک ۲۰۱۶ ریو نیز شرکت کرد که پس از باخت مقابل ری هیگوچی ژاپنی به دیدار رده‌بندی برای کسب مدال برنز راه یافت اما با شکست برابر حسن رحیمی از ایران به مقام پنجم رسید.

## المپیک ۲۰۱۶ ریو
بونه در سال ۲۰۱۶ میلادی در المپیک ۲۰۱۶ ریو در وزن ۵۷ کیلو حاضر بود که در دور اول و دوم عباس رحمان‌اف از ازبکستان و آداما دیاتا از سنگال را شکست داد اما در دور بعد از ری هیگوچی کشتی‌گیر ژاپنی شکست خورد و با توجه به حضور این کشتی‌گیر در فینال، به دیدار شانس مجدد رفت. او در اولین مسابقه شانس مجدد جونگ هاک جین از کره شمالی را شکست داد و به دیدار رده‌بندی راه یافت. وی در دیدار رده‌بندی به حسن رحیمی کشتی‌گیر ایرانی باخت و پنجم شد.

## مسابقات قهرمانی کشتی جهان ۲۰۱۷
بونه در وزن ۶۱ کیلو مسابقات قهرمانی کشتی آزاد جهان ۲۰۱۷ پاریس حاضر بود که در دورهای اول تا سوم لیو مینگو از چین، بهنام احسان‌پور از ایران و دولت نیازبکوف از قزاقستان را شکست داد اما در نیمه نهایی به حاجی علی‌اف از آذربایجان باخت و به دیدار رده‌بندی رفت. وی در دیدار رده‌بندی رینیا ناکامورا کشتی‌گیر ژاپنی را شکست داد و مدال برنز وزن ۶۱ کیلوگرم را به‌دست‌آورد.

## مسابقات قهرمانی کشتی جهان ۲۰۱۸
بونه در وزن ۶۱ کیلوگرم کشتی آزاد مسابقات قهرمانی کشتی جهان ۲۰۱۸ بوداپست حاضر بود که ایوان گودیان کشتی‌گیر رومانی، محمدباقر یخکشی کشتی‌گیر ایرانی و جو کولون کشتی‌گیر آمریکایی را شکست داد و به فینال رسید. وی در فینال گادژیمراد رشیدوف کشتی‌گیر روسی را شکست داد و مدال طلا وزن ۶۱ کیلوگرم را به‌دست‌آورد.